# Guillermo Arellano
Guillermo Arellano Moraga (Santiago, 1908. augusztus 21. – 1999.), chilei válogatott labdarúgó.
A chilei válogatott tagjaként részt vett az 1930-as világbajnokságon.

## Külső hivatkozások
- Guillermo Arellano a FIFA.com honlapján Archiválva 2015. február 6-i dátummal a Wayback Machine-ben